# 童子寺遗址
童子寺遗址，是位于中华人民共和国山西省太原市龙山的一处佛教遗迹，入选第八批全国重点文物保护单位。

## 沿革
童子寺是龙山最早的重要佛寺之一。清道光六年（1826年）《太原县志》载，该寺为北齐天保七年（556年）由宏礼禅师创建，当时有两童子见此山石似佛祖，遂依山就崖镌刻佛像，长达57米，并得名童子寺。天保十年（559年）文宣帝高洋曾亲临童子佛寺。金天辅元年（117年），该寺毁于战乱。明朝嘉靖元年（1522年），当地政府重修。该寺现仅存寺前的燃灯塔及寺后摩崖上残存的几尊小佛像。该燃灯塔系中国现存最早的石灯塔。
1965年，该遗址及燃灯塔被列为山西省文物保护单位。2005年，当地考古队开始对遗址进行考古发掘，清理出坍塌的佛像残石、坐佛基座及像前寺院遗址。2019年10月7日，入选第八批全国重点文物保护单位。